# Représentations diplomatiques de la Slovaquie

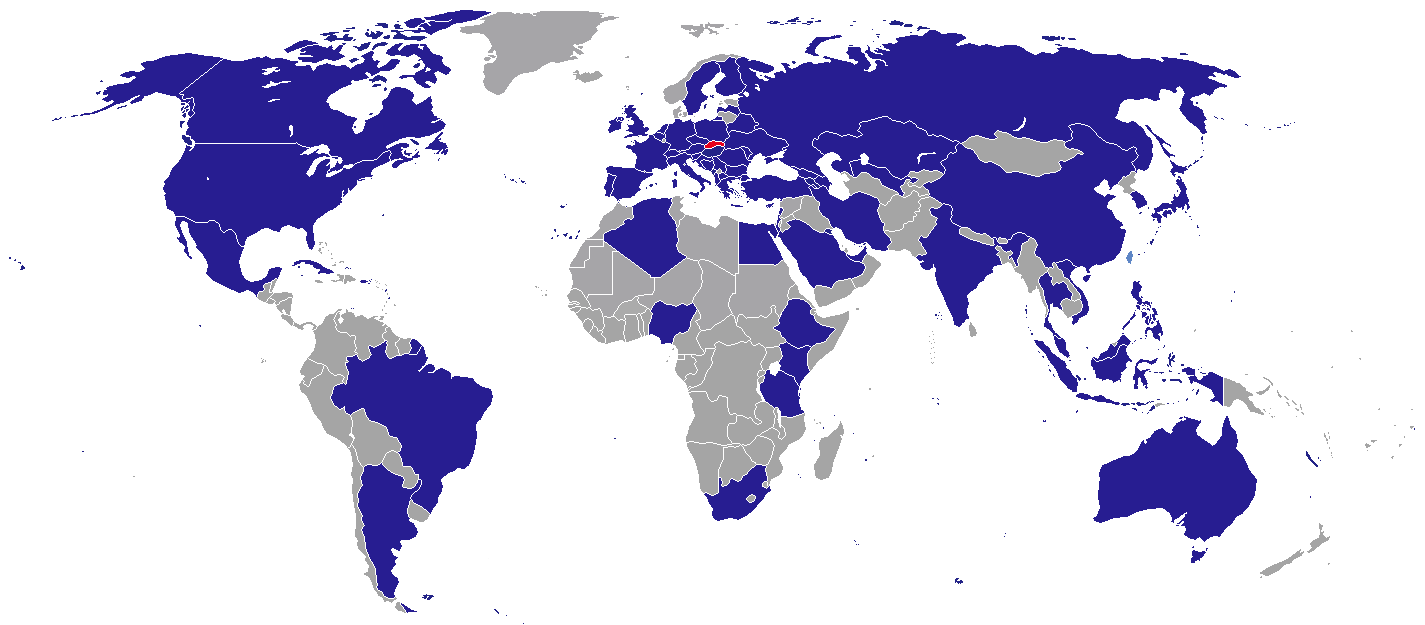
Pays avec des représentations diplomatiques slovaques.

Ceci est une liste des représentations diplomatiques de la Slovaquie, à l'exclusion des consulats honoraires.
Le ministère slovaque des Affaires étrangères (en) supervise le maintien de ces représentations. En décembre 2013, la Slovaquie maintenait 91 missions à l'étranger, dont 65 ambassades, sept missions auprès d'organisations multilatérales, neuf consulats généraux, un bureau consulaire, un bureau économique et culturel slovaque et huit instituts slovaques.

## Représentations actuelles

### Afrique
| Pays hôte      | Ville hôte | Représentation | Accréditations | Références |
| -------------- | ---------- | -------------- | --- | ---------- |
| Afrique du Sud | Pretoria   | Ambassade      | - Botswana - Eswatini - Lesotho - Madagascar - Malawi - Maurice - Mozambique - Namibie - Zambie - Zimbabwe | [ 2 ]      |
| Égypte         | Le Caire   | Ambassade      | - Arabie saoudite - Libye - Oman - Soudan - Tchad - Tunisie - Yémen | [ 2 ]      |
| Kenya          | Nairobi    | Ambassade      | - Burundi - Comores - Érythrée - Éthiopie - Nations unies - Ouganda - Programme des Nations unies pour l'environnement - Programme des Nations unies pour les établissements humains - République démocratique du Congo - République du Congo - Rwanda - Seychelles - Somalie - Soudan du Sud - Tanzanie | [ 2 ]      |
| Nigeria        | Abuja      | Ambassade      | - Bénin - Burkina Faso - Cameroun - Côte d'Ivoire - Gabon - Ghana - Guinée - Guinée équatoriale - Liberia - Mali - Niger - Sénégal - Sierra Leone - Togo | [ 2 ]      |

### Amérique
| Pays hôte  | Ville hôte   | Représentation   | Accréditations | Références |
| ---------- | ------------ | ---------------- | --- | ---------- |
| Argentine  | Buenos Aires | Ambassade        | - Bolivie - Chili - Paraguay - Pérou - Uruguay | [ 2 ]      |
| Brésil     | Brasilia     | Ambassade        | - Colombie - Équateur - Guyana - Suriname - Venezuela | [ 2 ]      |
| Canada     | Ottawa       | Ambassade        | | [ 2 ]      |
| Cuba       | La Havane    | Ambassade        | - Antigua-et-Barbuda - Bahamas - Barbade - Dominique - Haïti - Jamaïque - République dominicaine - Saint-Christophe-et-Niévès - Saint-Vincent-et-les-Grenadines - Sainte-Lucie - Trinité-et-Tobago | [ 2 ]      |
| États-Unis | Washington   | Ambassade (en)   | - Organisation des États américains | ,          |
| États-Unis | New York     | Consulat général | - Organisation des États américains | [ 4 ]      |
| Mexique    | Mexico       | Ambassade        | - Belize - Costa Rica - Guatemala - Honduras - Nicaragua - Panama - Salvador | [ 2 ]      |

### Asie
| Pays hôte           | Ville hôte     | Représentation                | Accréditations                                                                                                | Références |
| ------------------- | -------------- | ----------------------------- | --- | ---------- |
| Arabie saoudite     | Riyad          | Ambassade                     | | [ 5 ]      |
| Arménie             | Erevan         | Ambassade                     | | [ 2 ]      |
| Azerbaïdjan         | Bakou          | Ambassade                     | | [ 2 ]      |
| Chine               | Pékin          | Ambassade                     | - Mongolie | [ 2 ]      |
| Chine               | Shanghai       | Consulat général              | - Mongolie | [ 4 ]      |
| Corée du Sud        | Séoul          | Ambassade                     | - Corée du Nord                                                                                               | [ 2 ]      |
| Émirats arabes unis | Abou Dabi      | Ambassade                     | | [ 2 ]      |
| Géorgie             | Tbilissi       | Ambassade                     | | [ 2 ]      |
| Inde                | New Delhi      | Ambassade                     | - Bangladesh - Bhoutan - Maldives - Népal - Sri Lanka                                                         | [ 2 ]      |
| Indonésie           | Jakarta        | Ambassade                     | - Association des nations de l'Asie du Sud-Est - Brunei - Malaisie - Philippines - Singapour - Timor oriental | [ 2 ]      |
| Iran                | Téhéran        | Ambassade                     | - Afghanistan - Pakistan                                                                                      | [ 2 ]      |
| Israël              | Tel Aviv-Jaffa | Ambassade                     | - Palestine                                                                                                   | [ 2 ]      |
| Japon               | Tokyo          | Ambassade                     | - Îles Marshall - États fédérés de Micronésie - Palaos                                                        | [ 2 ]      |
| Kazakhstan          | Astana         | Ambassade                     | - Kirghizistan                                                                                                | [ 2 ]      |
| Koweït              | Koweït         | Ambassade                     | - Bahreïn - Qatar                                                                                             | [ 2 ]      |
| Liban               | Beyrouth       | Ambassade                     | - Irak - Jordanie - Syrie                                                                                     | [ 2 ]      |
| Ouzbékistan         | Bichkek        | Ambassade                     | - Tadjikistan - Turkménistan                                                                                  | [ 2 ]      |
| Taïwan              | Taipei         | Bureau économique et culturel | |            |
| Thaïlande           | Bangkok        | Ambassade                     | - Birmanie - Cambodge - Laos                                                                                  | [ 2 ]      |
| Turquie             | Ankara         | Ambassade                     | | [ 2 ]      |
| Turquie             | Istanbul       | Consulat général              | [ 4 ] |            |
| Viêt Nam            | Hanoï          | Ambassade                     | | [ 2 ]      |

### Europe
| Pays hôte          | Ville hôte | Représentation   | Accréditations | Références |
| ------------------ | ---------- | ---------------- | --- | ---------- |
| Albanie            | Tirana     | Ambassade        | | [ 2 ]      |
| Allemagne          | Berlin     | Ambassade        | | [ 2 ]      |
| Allemagne          | Munich     | Consulat général | [ 4 ] |            |
| Autriche           | Vienne     | Ambassade        | | [ 2 ]      |
| Biélorussie        | Minsk      | Ambassade        | | [ 2 ]      |
| Bosnie-Herzégovine | Sarajevo   | Ambassade        | | [ 2 ]      |
| Belgique           | Bruxelles  | Ambassade        | - Luxembourg | [ 2 ]      |
| Bulgarie           | Sofia      | Ambassade        | | [ 2 ]      |
| Chypre             | Nicosie    | Ambassade        | | [ 2 ]      |
| Croatie            | Zagreb     | Ambassade        | | [ 2 ]      |
| Espagne            | Madrid     | Ambassade        | - Andorre - Maroc | [ 2 ]      |
| Finlande           | Helsinki   | Ambassade        | - Estonie | [ 2 ]      |
| France             | Paris      | Ambassade        | - Algérie - Mauritanie - Monaco | [ 2 ]      |
| Grèce              | Athènes    | Ambassade        | | [ 2 ]      |
| Hongrie            | Budapest   | Ambassade        | | [ 2 ]      |
| Hongrie            | Békéscsaba | Consulat général | [ 4 ] |            |
| Irlande            | Dublin     | Ambassade        | | [ 2 ]      |
| Italie             | Rome       | Ambassade        | - Fonds international de développement agricole - Malte - Organisation des Nations unies pour l'alimentation et l'agriculture - Programme alimentaire mondial - Saint-Marin | [ 2 ]      |
| Lettonie           | Riga       | Ambassade        | - Lituanie | [ 2 ]      |
| Macédoine du Nord  | Skopje     | Ambassade        | | [ 2 ]      |
| Moldavie           | Chișinău   | Ambassade        | | [ 2 ]      |
| Monténégro         | Podgorica  | Ambassade        | | [ 2 ]      |
| Pays-Bas           | La Haye    | Ambassade        | - Organisation pour l'interdiction des armes chimiques | ,          |
| Pologne            | Varsovie   | Ambassade        | | [ 2 ]      |
| Portugal           | Lisbonne   | Ambassade        | - Angola - Cap-Vert - Guinée-Bissau - Sao Tomé-et-Principe | [ 2 ]      |
| République tchèque | Prague     | Ambassade        | | [ 2 ]      |
| Roumanie           | Bucarest   | Ambassade        | | [ 2 ]      |
| Royaume-Uni        | Londres    | Ambassade (en)   | | [ 2 ]      |
| Russie             | Moscou     | Ambassade        | | [ 2 ]      |
| Serbie             | Belgrade   | Ambassade        | | [ 2 ]      |
| Slovénie           | Ljubljana  | Ambassade        | | [ 2 ]      |
| Suède              | Stockholm  | Ambassade        | - Danemark - Islande - Norvège | [ 2 ]      |
| Suisse             | Berne      | Ambassade        | - Liechtenstein | [ 2 ]      |
| Ukraine            | Kiev       | Ambassade        | | [ 2 ]      |
| Ukraine            | Oujhorod   | Consulat général | [ 4 ] |            |
| Vatican            | Rome       | Ambassade        | - Ordre souverain de Malte |            |

### Océanie
| Pays hôte | Ville hôte | Représentation   | Accréditations | Références |
| --------- | ---------- | ---------------- | --- | ---------- |
| Australie | Sydney     | Consulat général | - Fidji - Îles Cook - Îles Salomon - Kiribati - Nauru - Nouvelle-Zélande - Papouasie-Nouvelle-Guinée - Samoa - Tonga - Tuvalu - Vanuatu | [ 7 ]      |

### Organisations internationales
| Organisation        | Ville hôte | Pays hôte  | Type de mission           | Accréditations | Références |
| ------------------- | ---------- | ---------- | ------------------------- | --- | ---------- |
| Conseil de l'Europe | Strasbourg | France     | Mission permanente        | | [ 8 ]      |
| Nations unies       | New York   | États-Unis | Mission permanente        | | [ 8 ]      |
| Nations unies       | Genève     | Suisse     | Mission permanente        | - Conférence du désarmement - Organisation mondiale de la santé | [ 8 ]      |
| Nations unies       | Vienne     | Autriche   | Mission permanente        | - Agence internationale de l'énergie atomique - Office des Nations unies contre les drogues et le crime - Organisation des Nations unies pour le développement industriel - OSCE | [ 8 ]      |
| OCDE                | Paris      | France     | Mission permanente        | | [ 8 ]      |
| OTAN                | Bruxelles  | Belgique   | Délégation permanente     | | [ 8 ]      |
| UNESCO              | Paris      | France     | Délégation permanente     | | [ 8 ]      |
| Union européenne    | Bruxelles  | Belgique   | Représentation permanente | | [ 8 ]      |

## Galerie

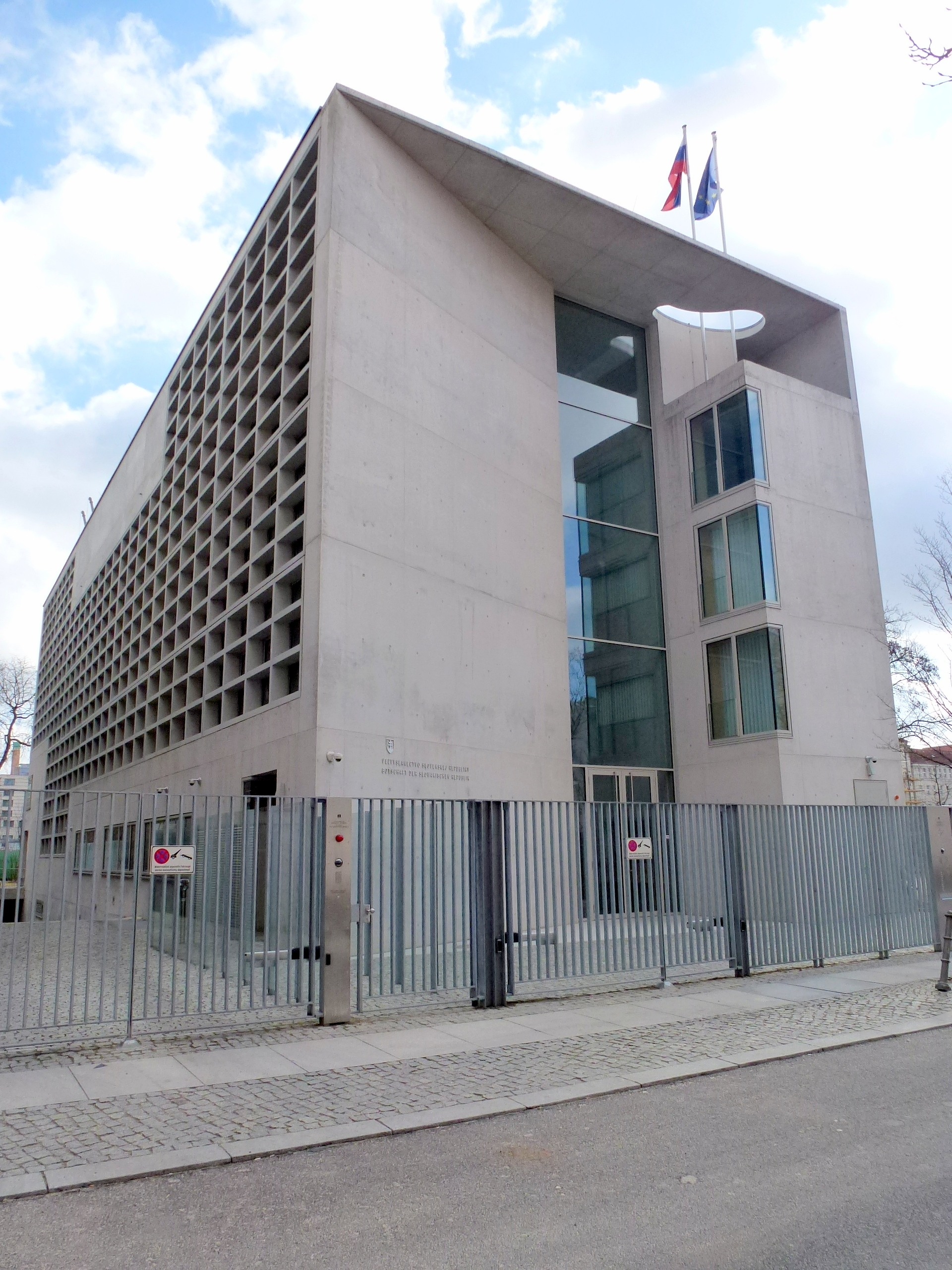
Ambassade à Berlin.
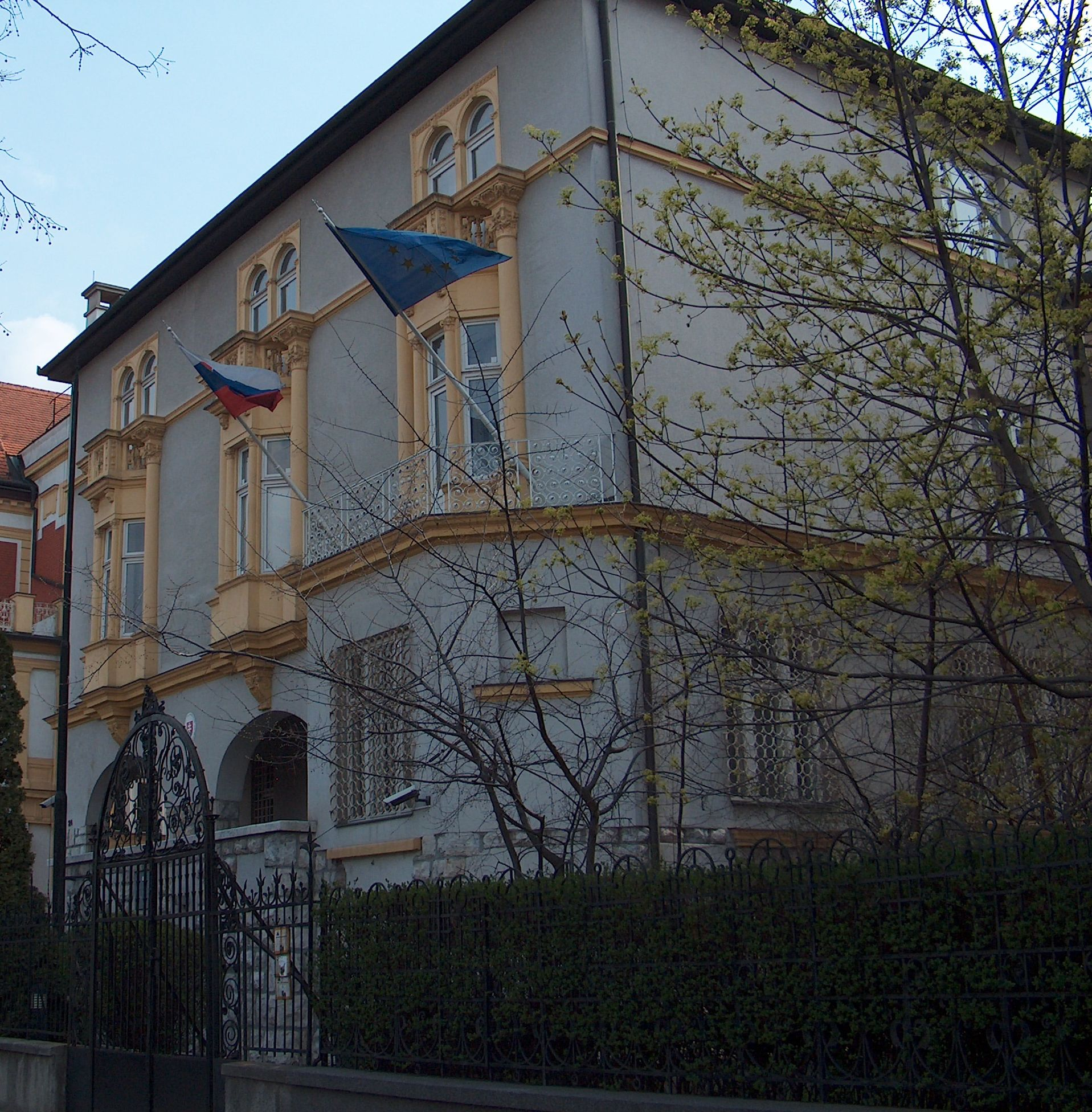
Ambassade à Budapest.
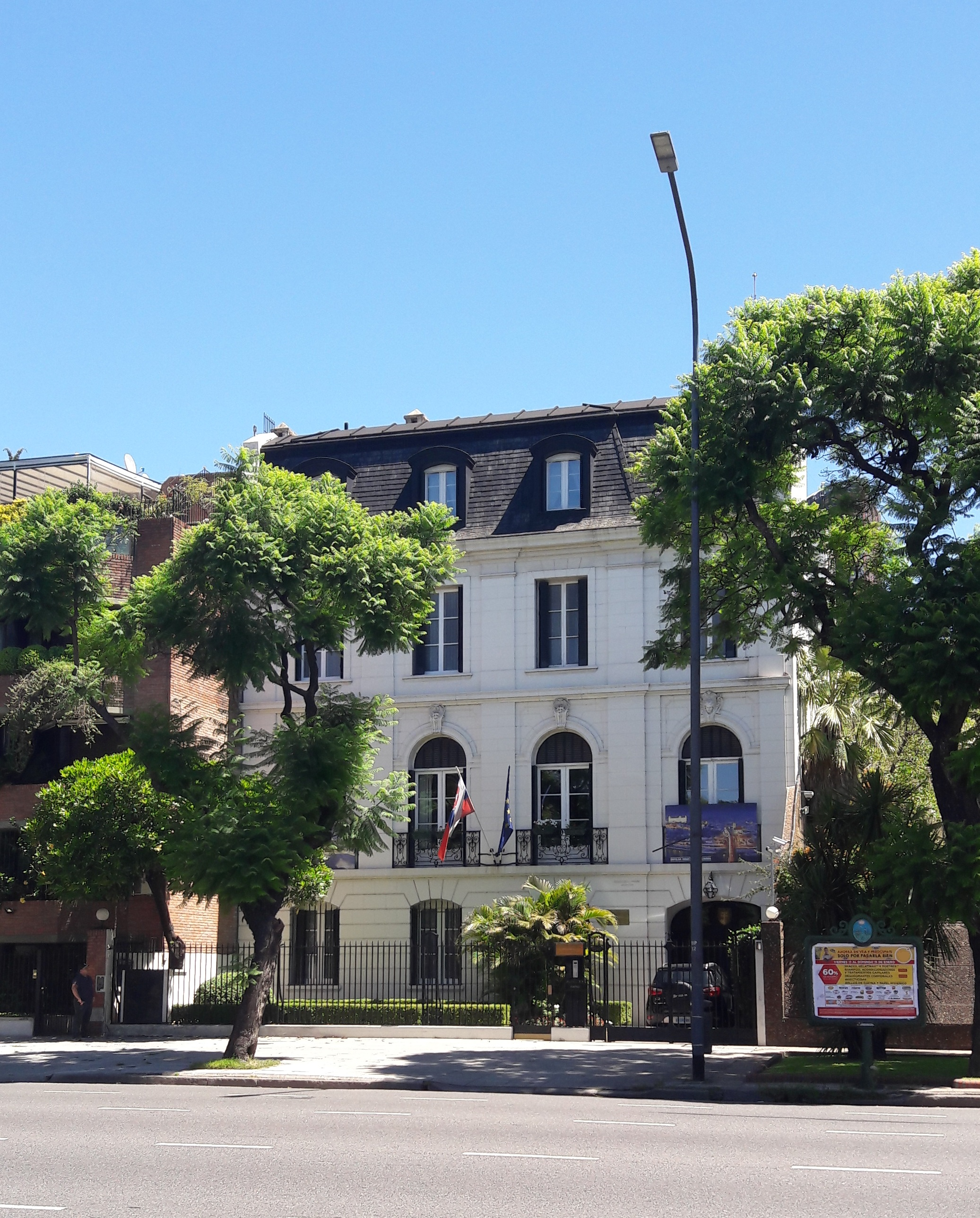
Ambassade à Buenos Aires.
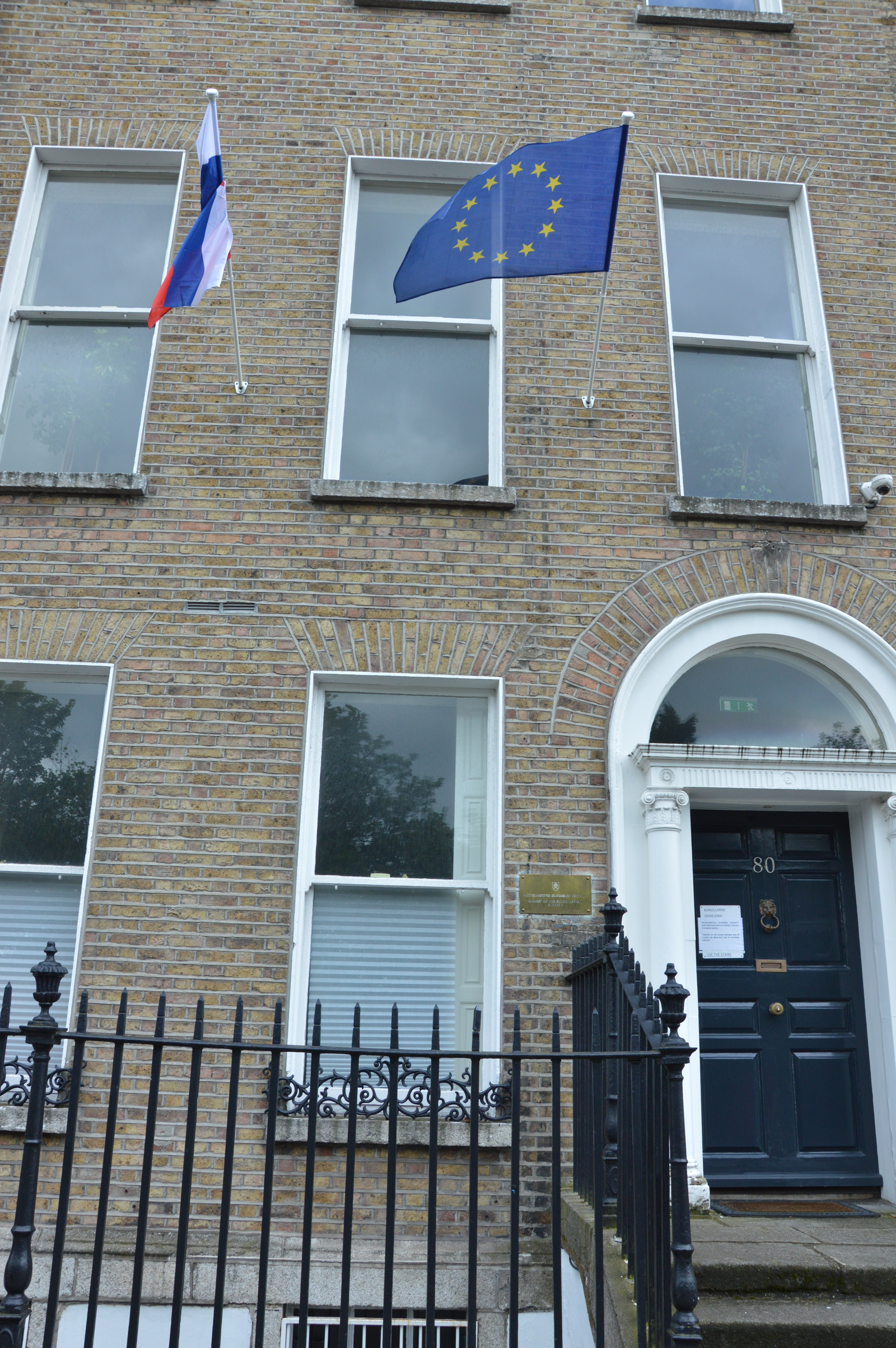
Ambassade à Dublin.
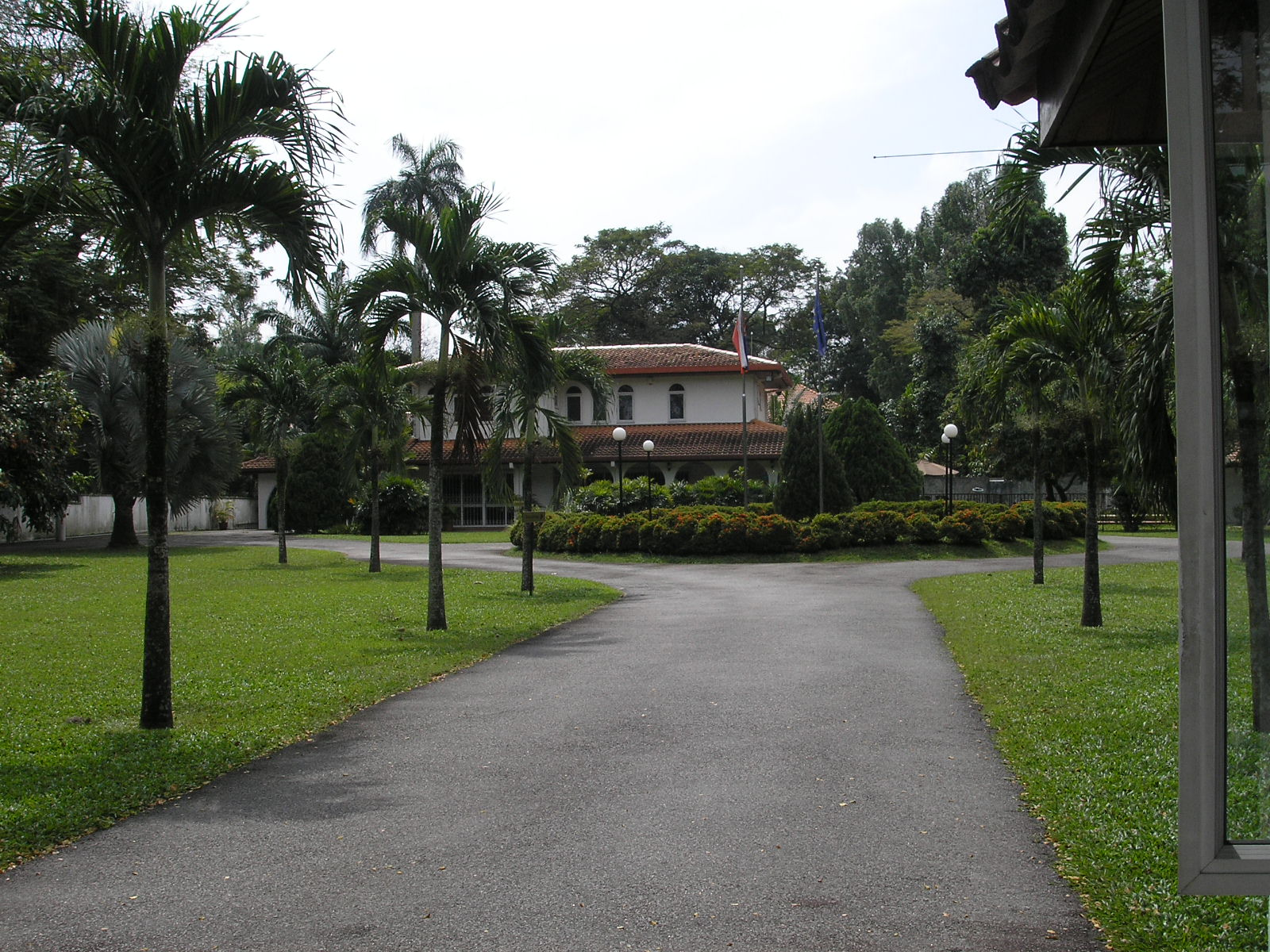
Ambassade à Kuala Lumpur.
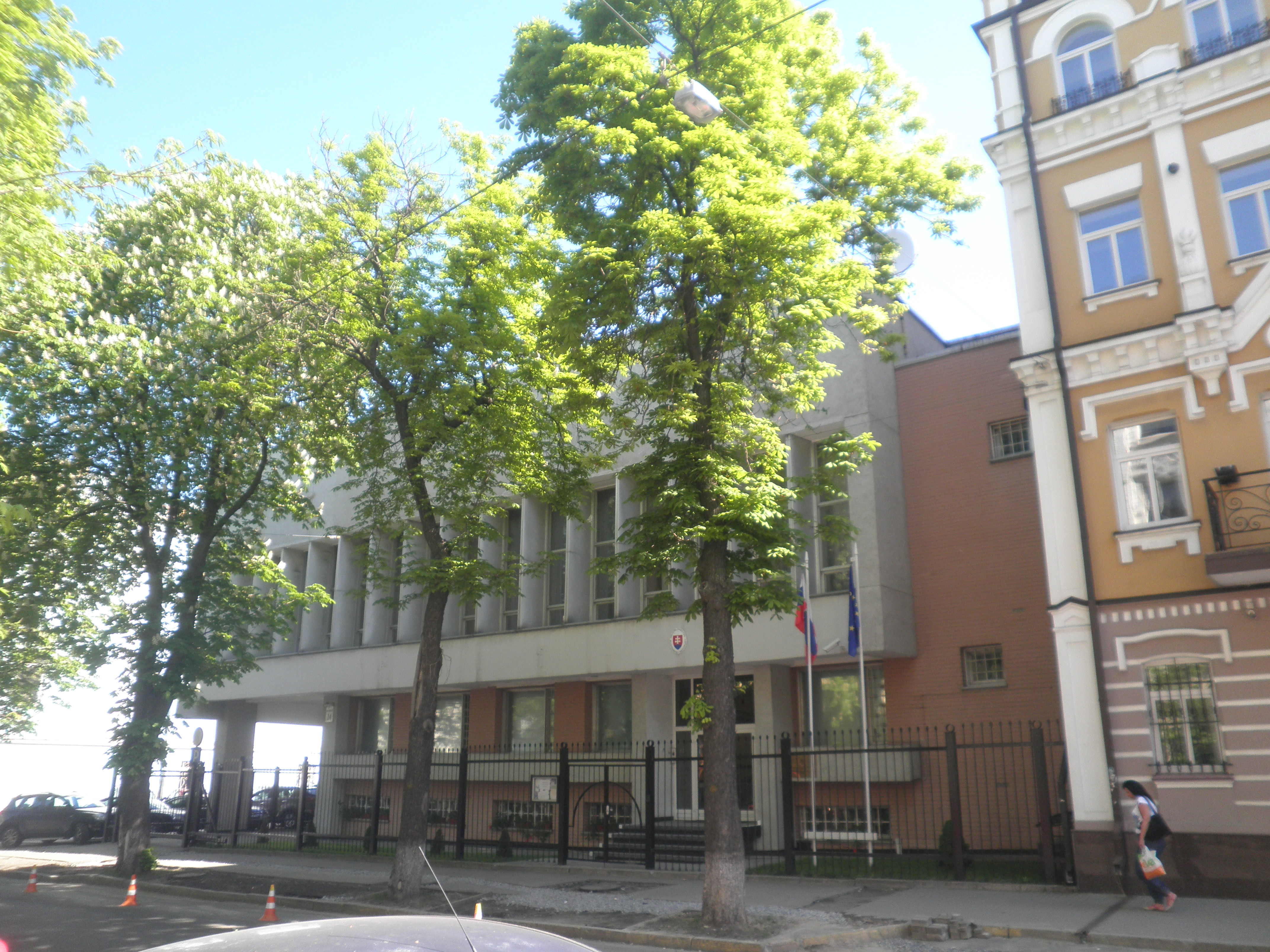
Ambassade à Kiev.
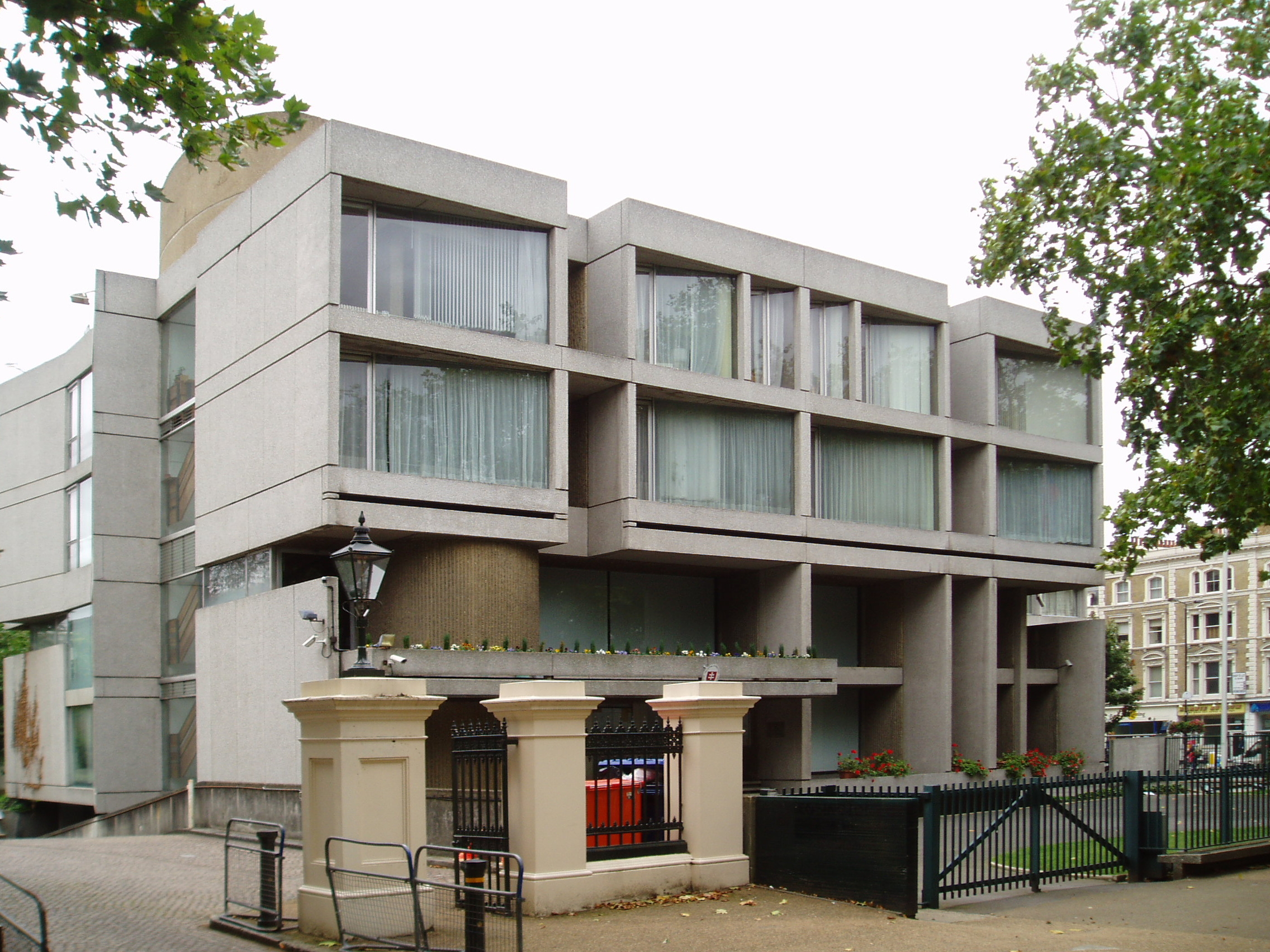
Ambassade à Londres.
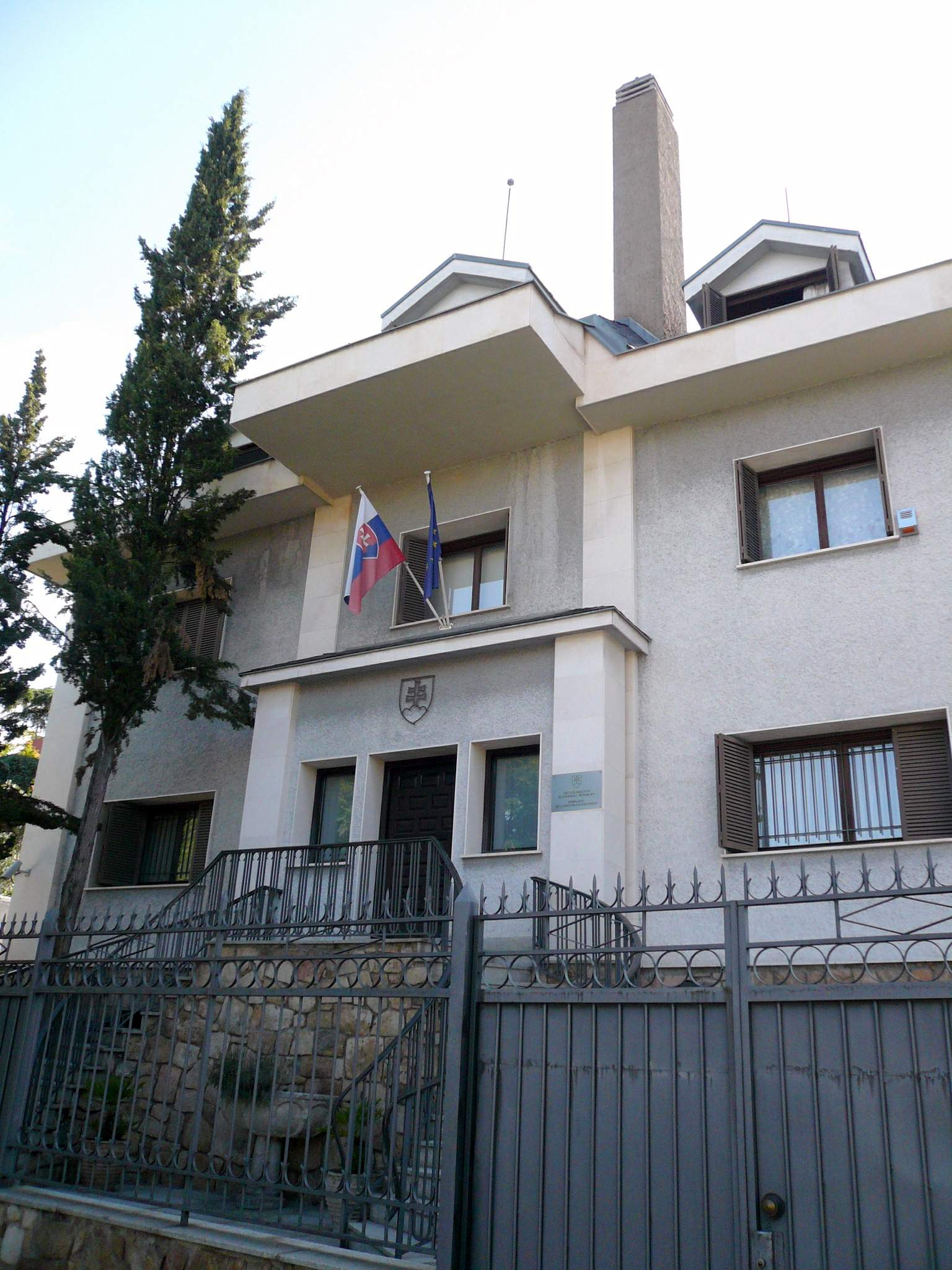
Ambassade à Madrid.
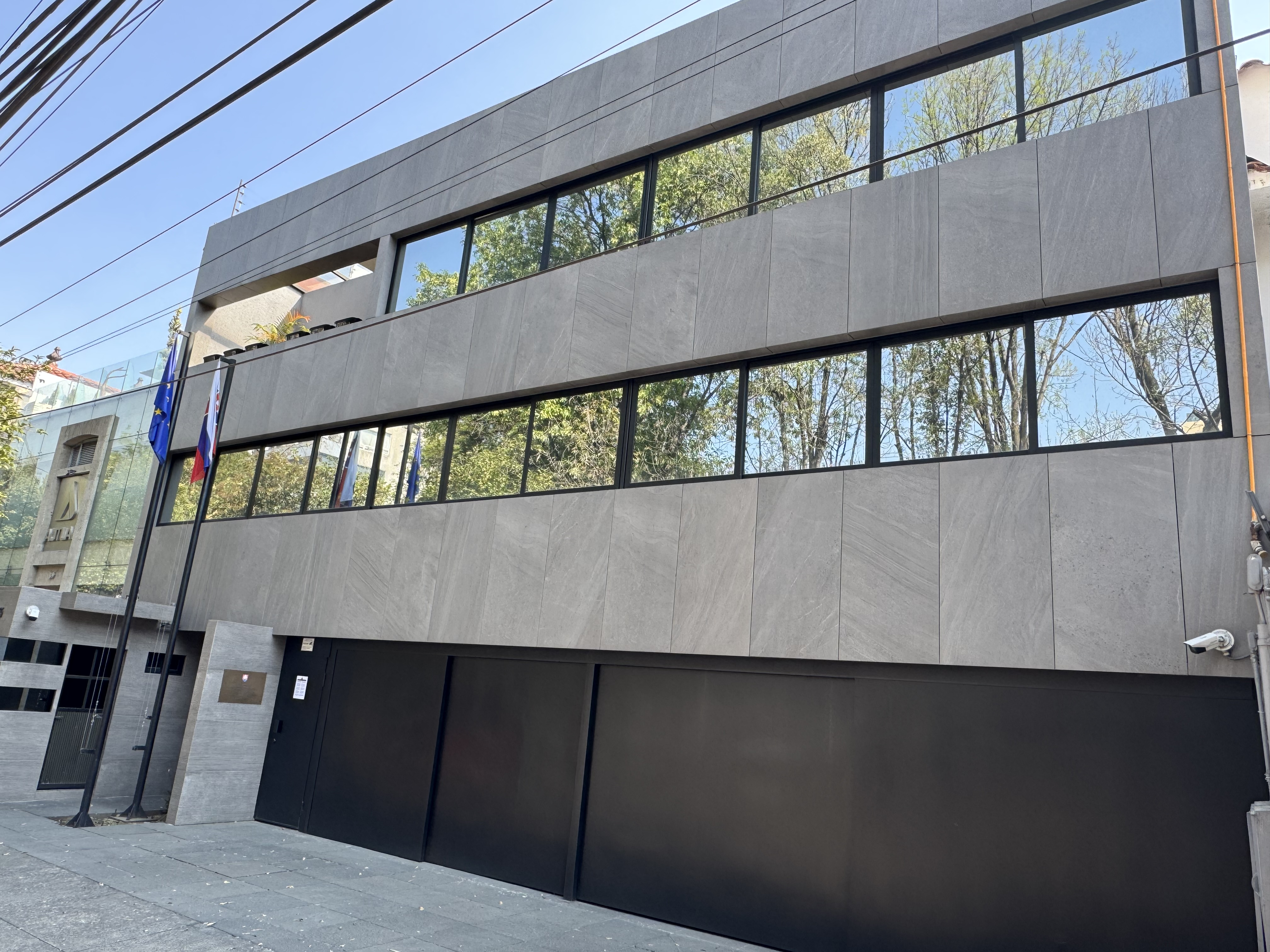
Ambassade à Mexico.
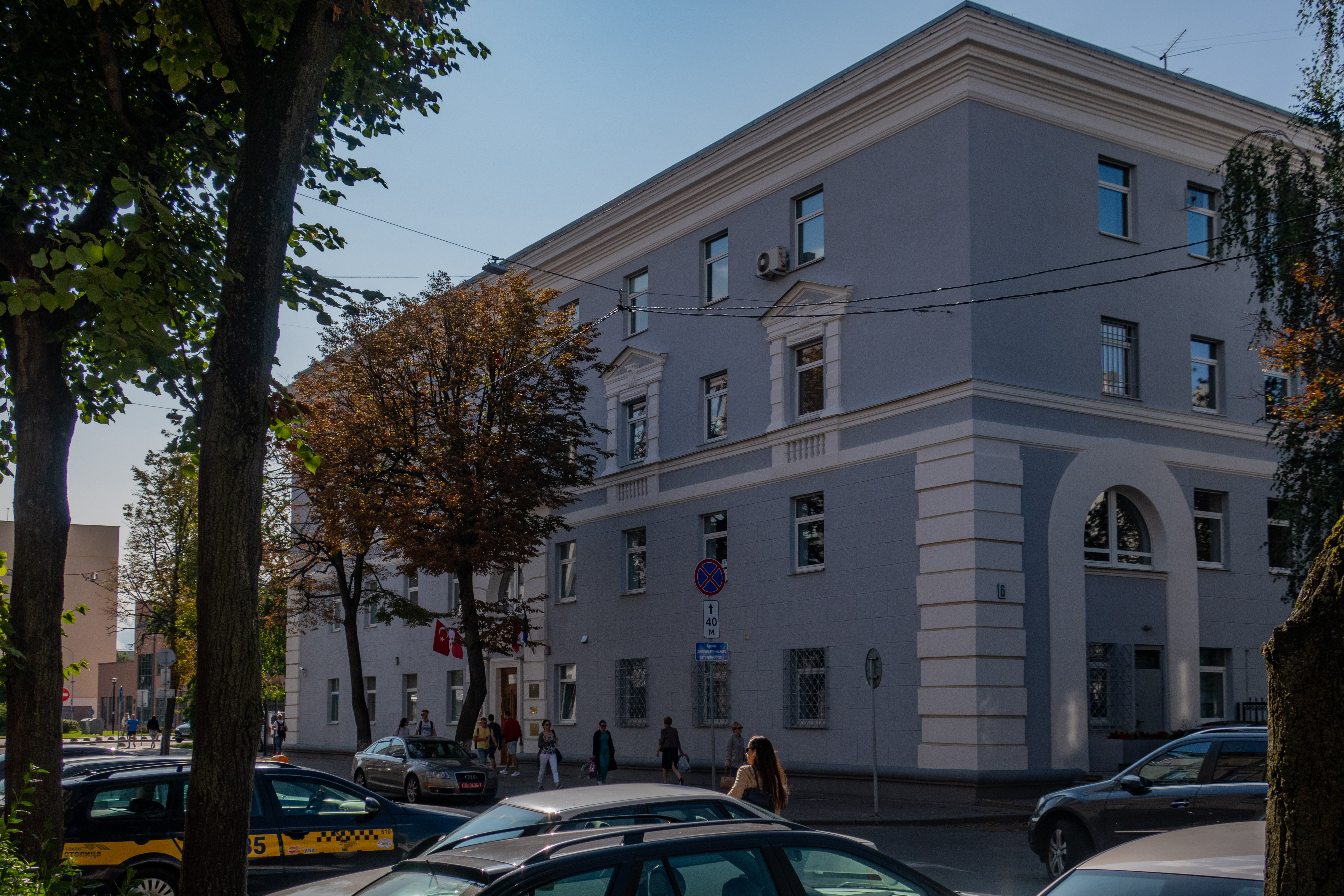
Ambassade à Minsk.
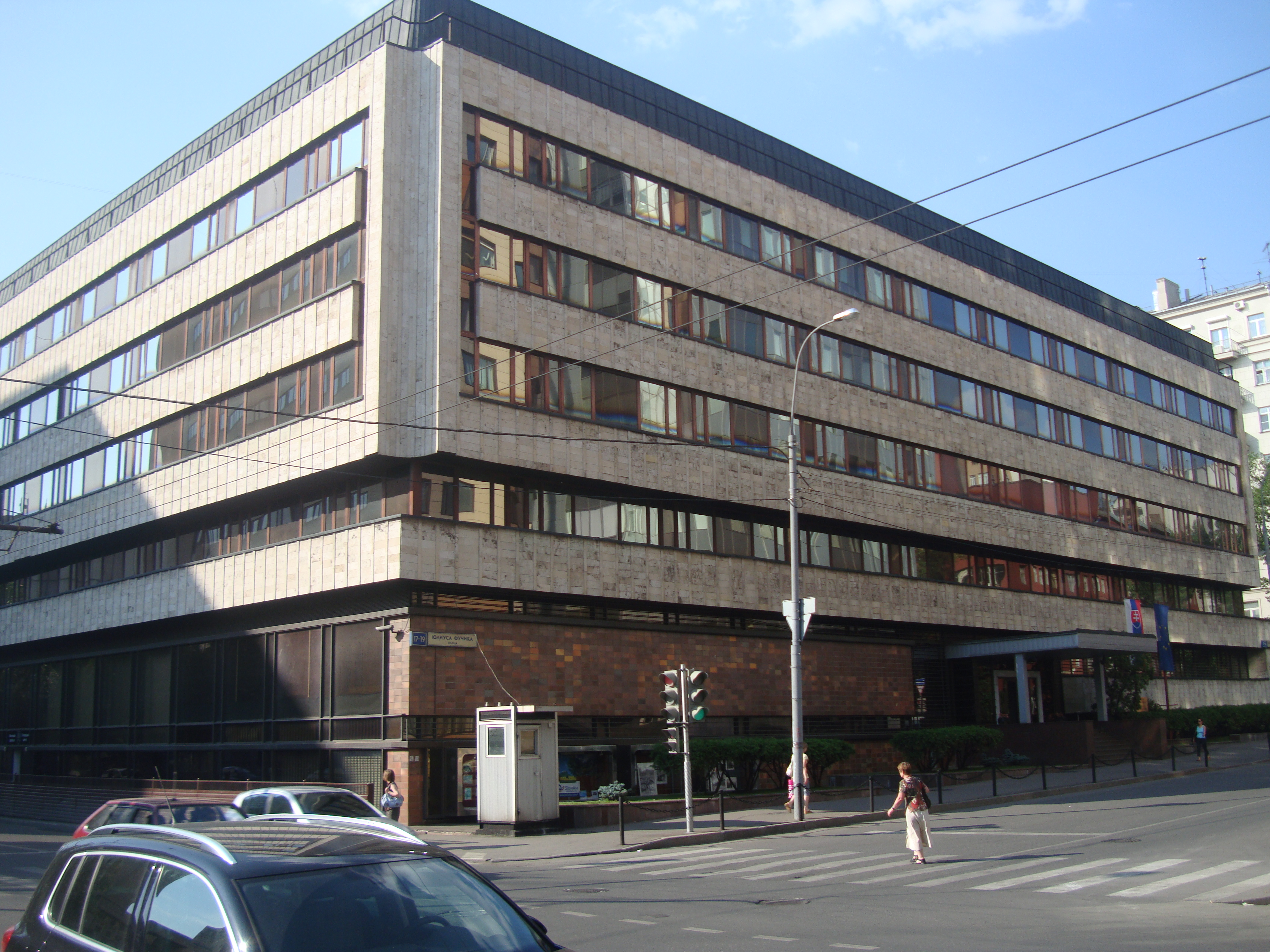
Ambassade à Moscou.
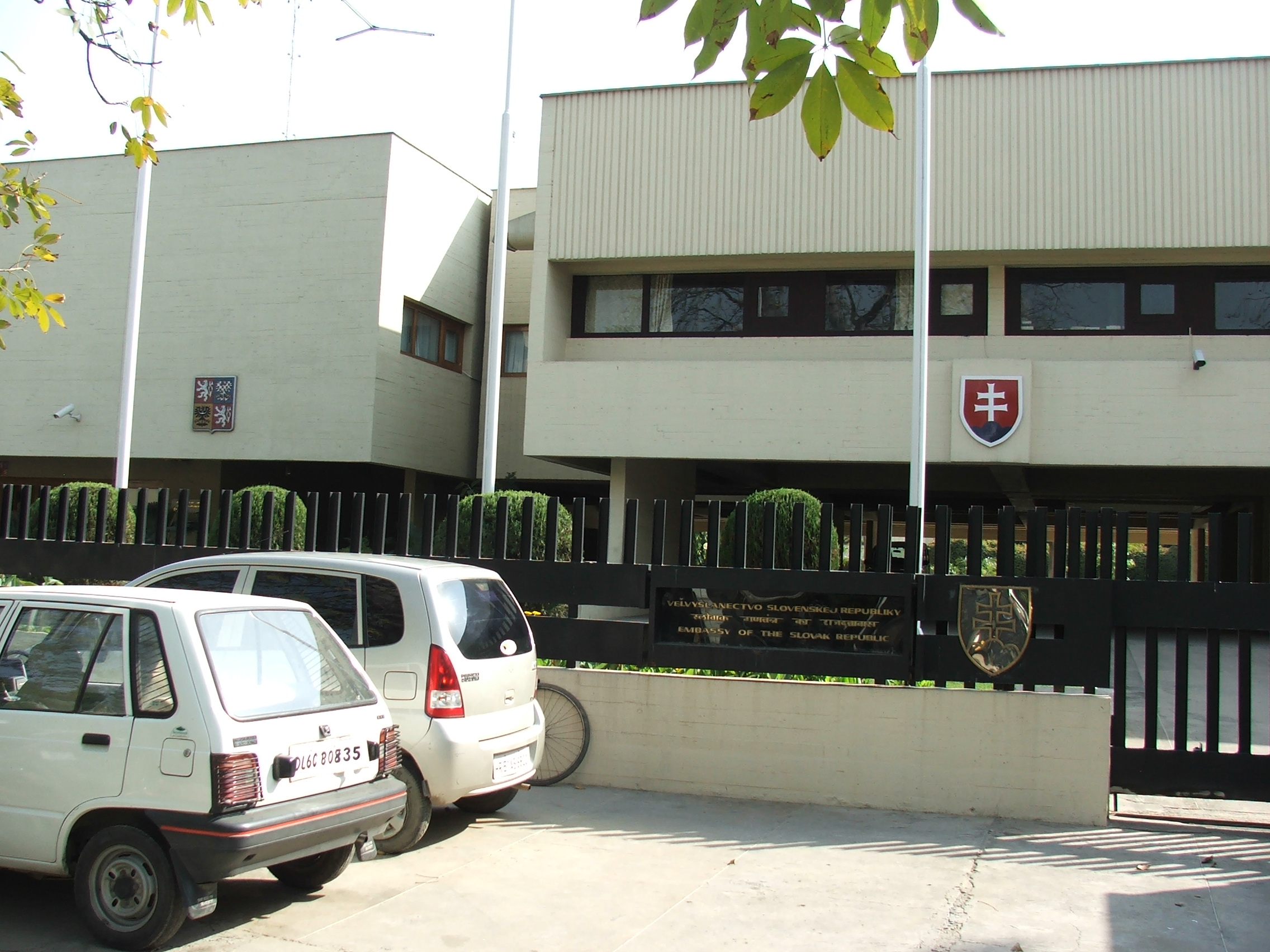
Ambassade à New Delhi.
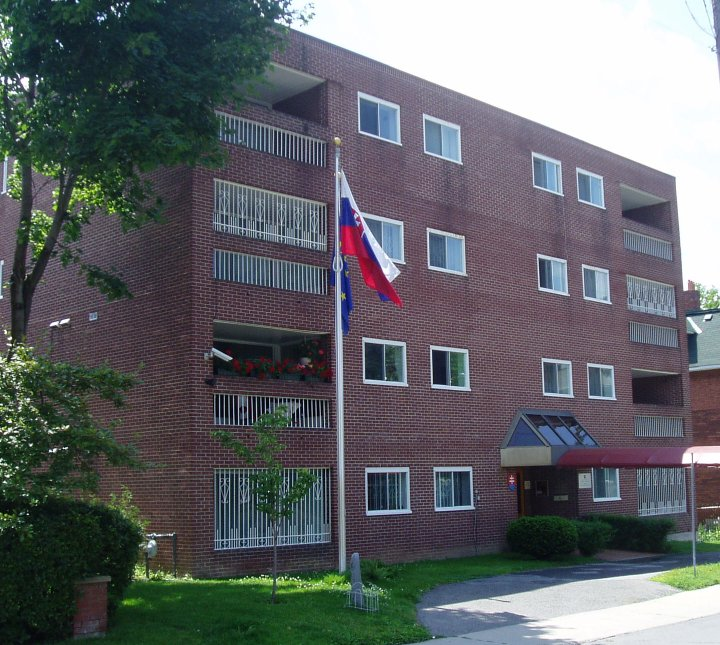
Ambassade à Ottawa.
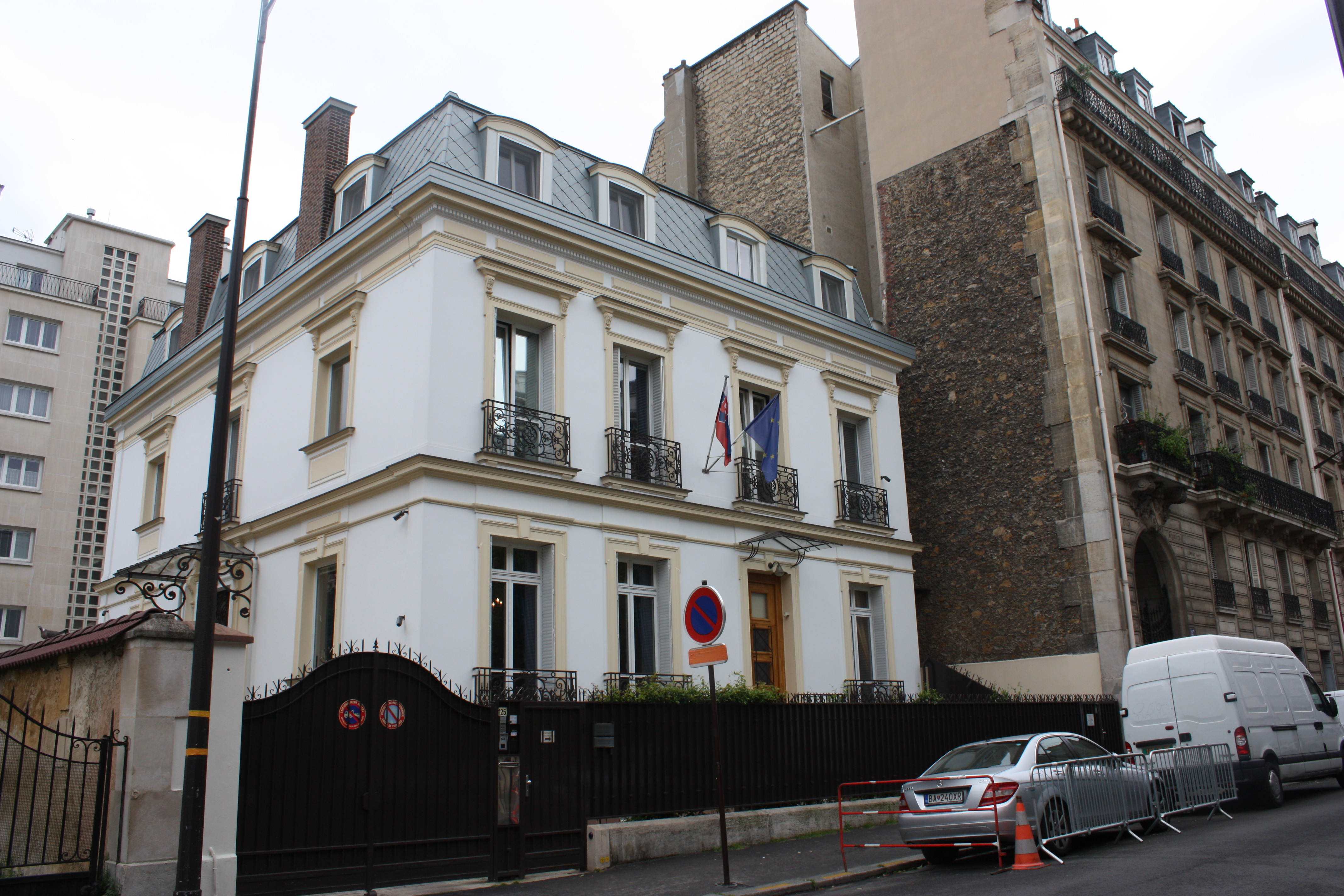
Ambassade à Paris.
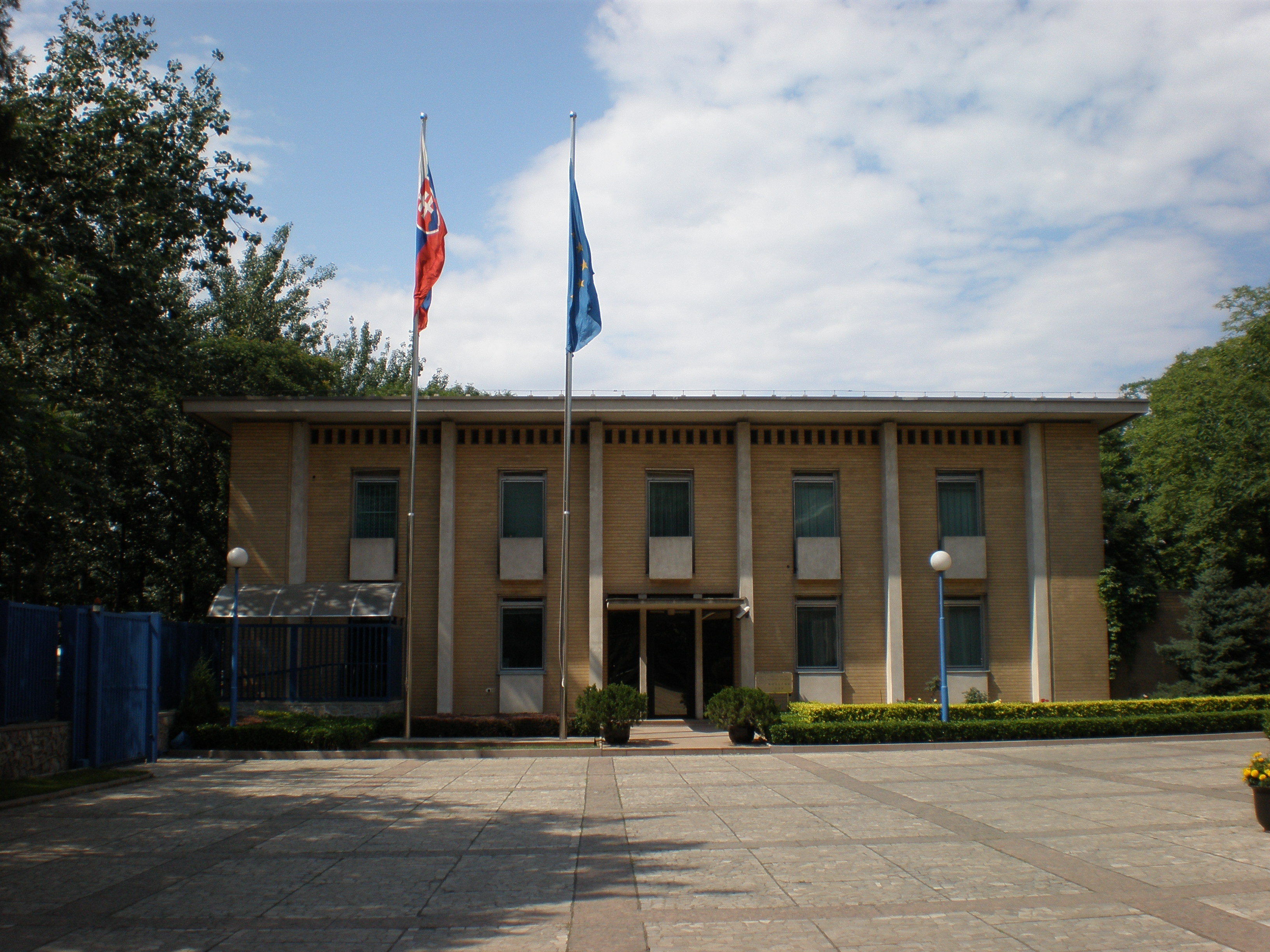
Ambassade à Pékin.
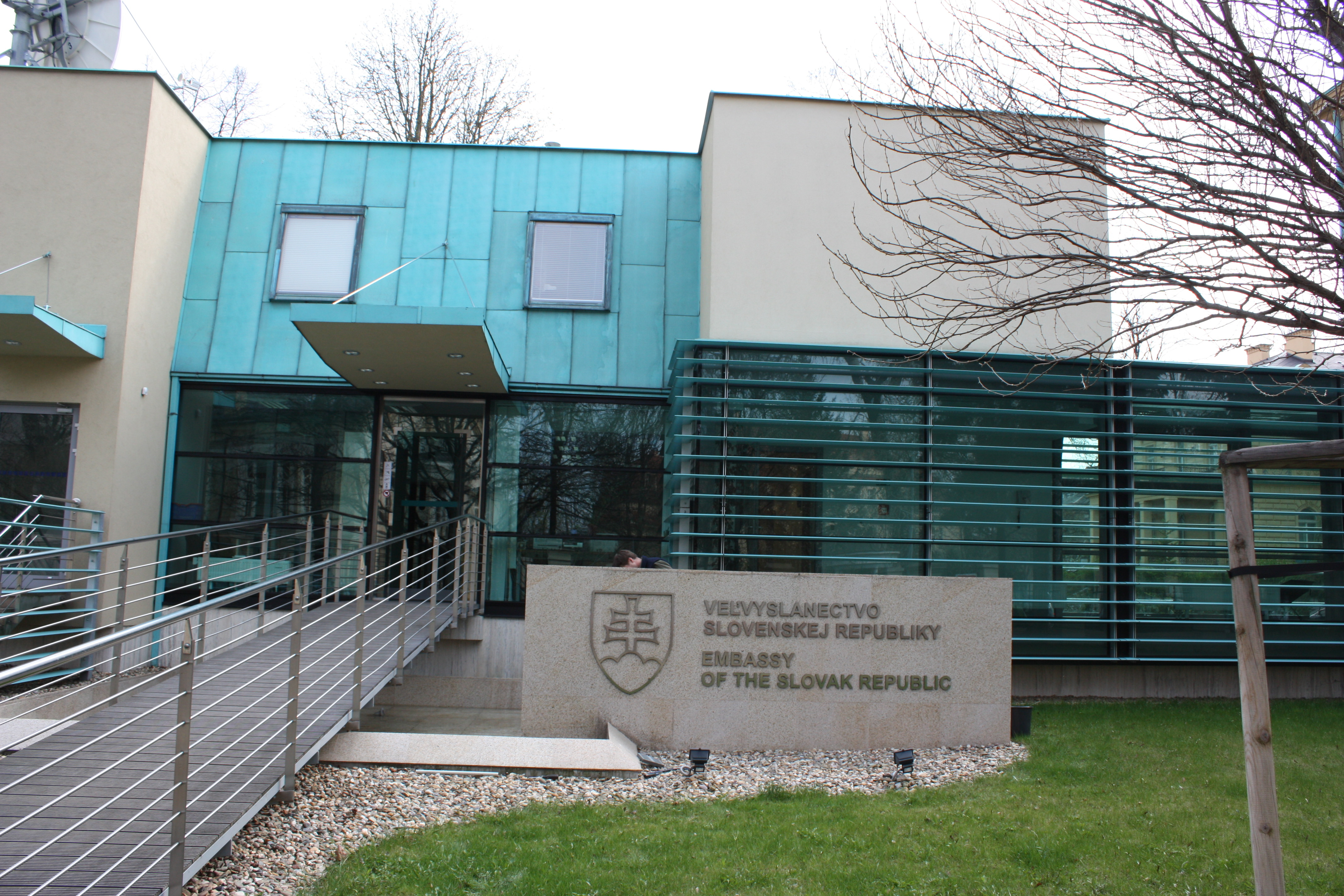
Ambassade à Prague.
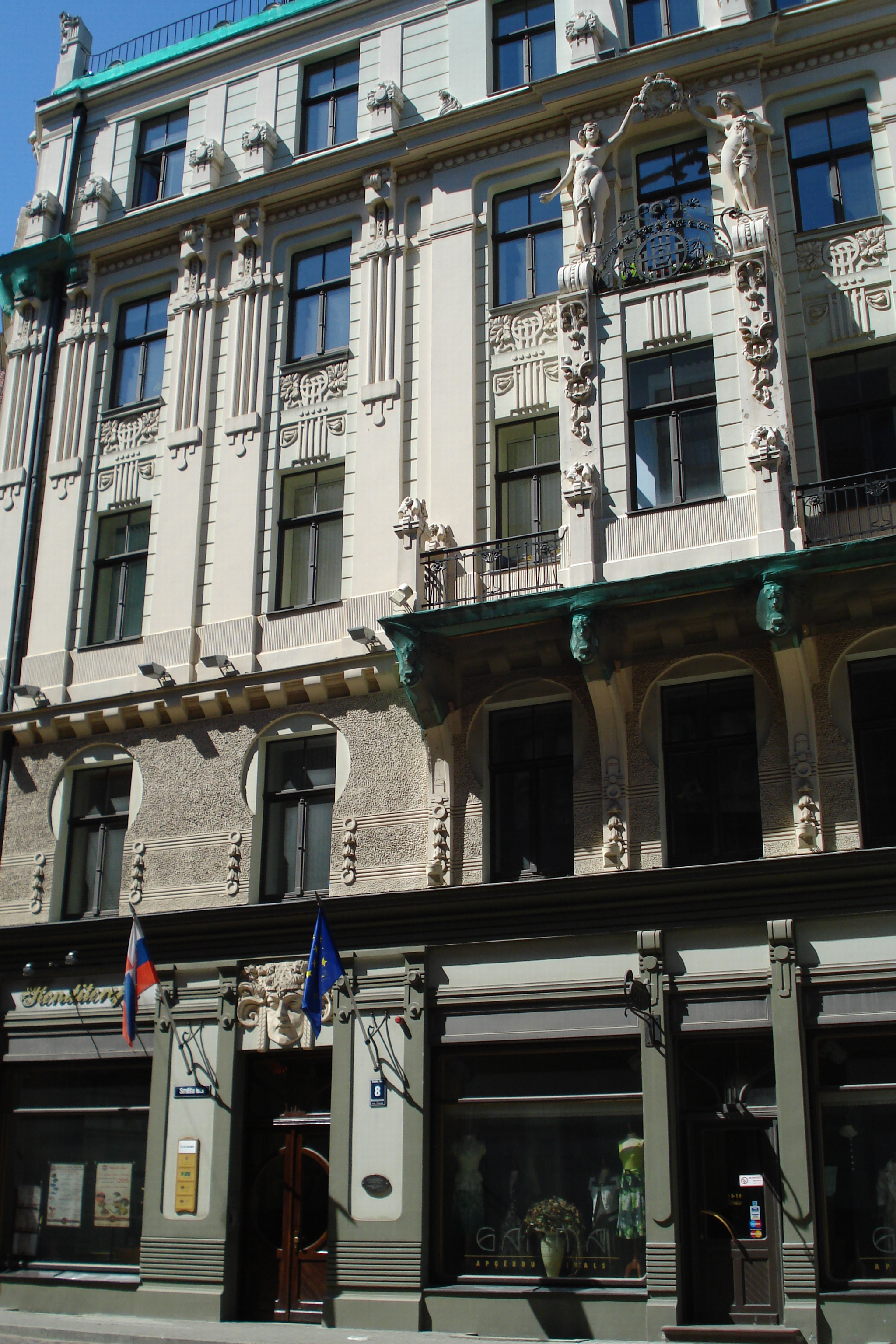
Ambassade à Riga.
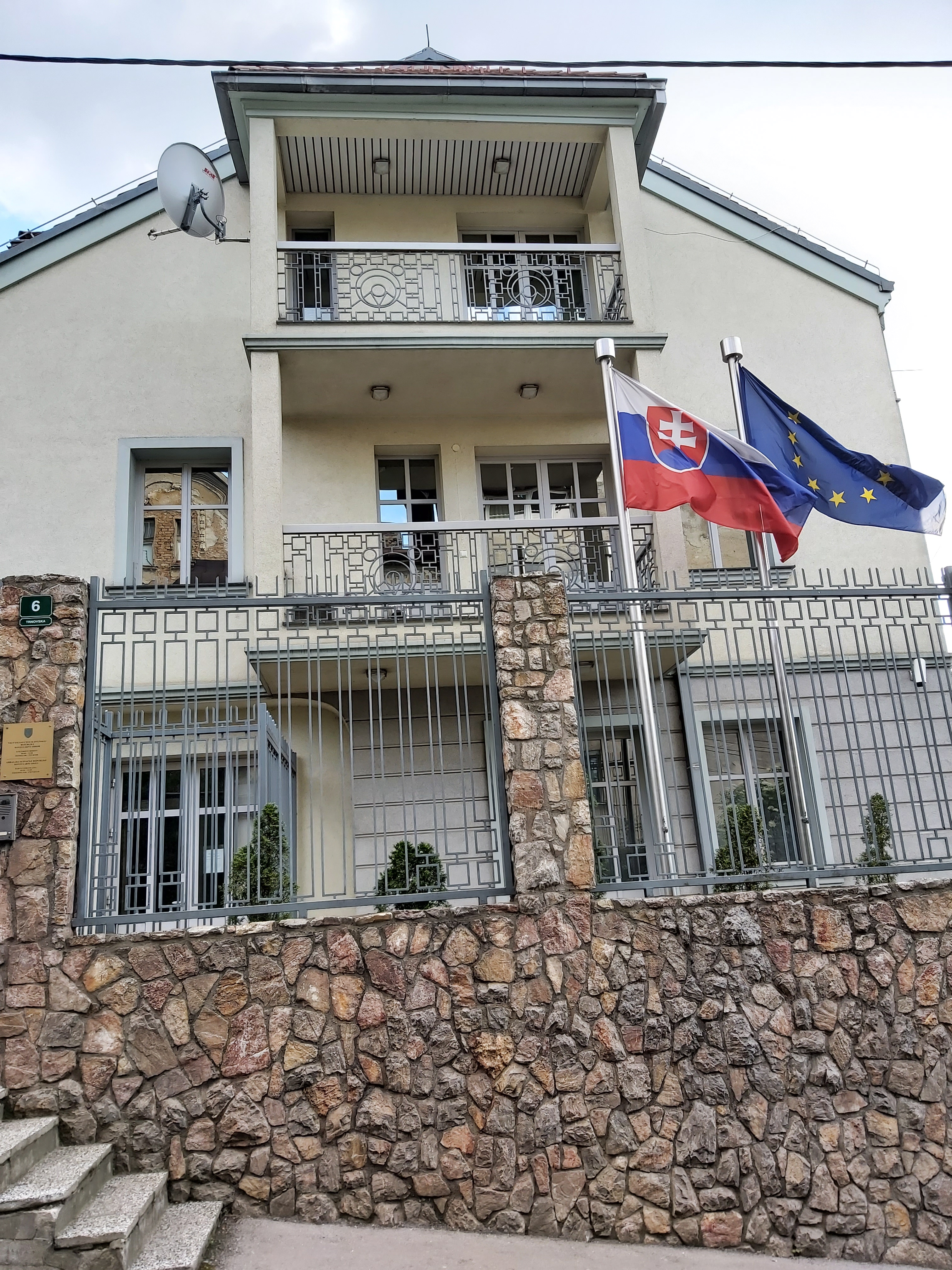
Ambassade à Sarajevo.
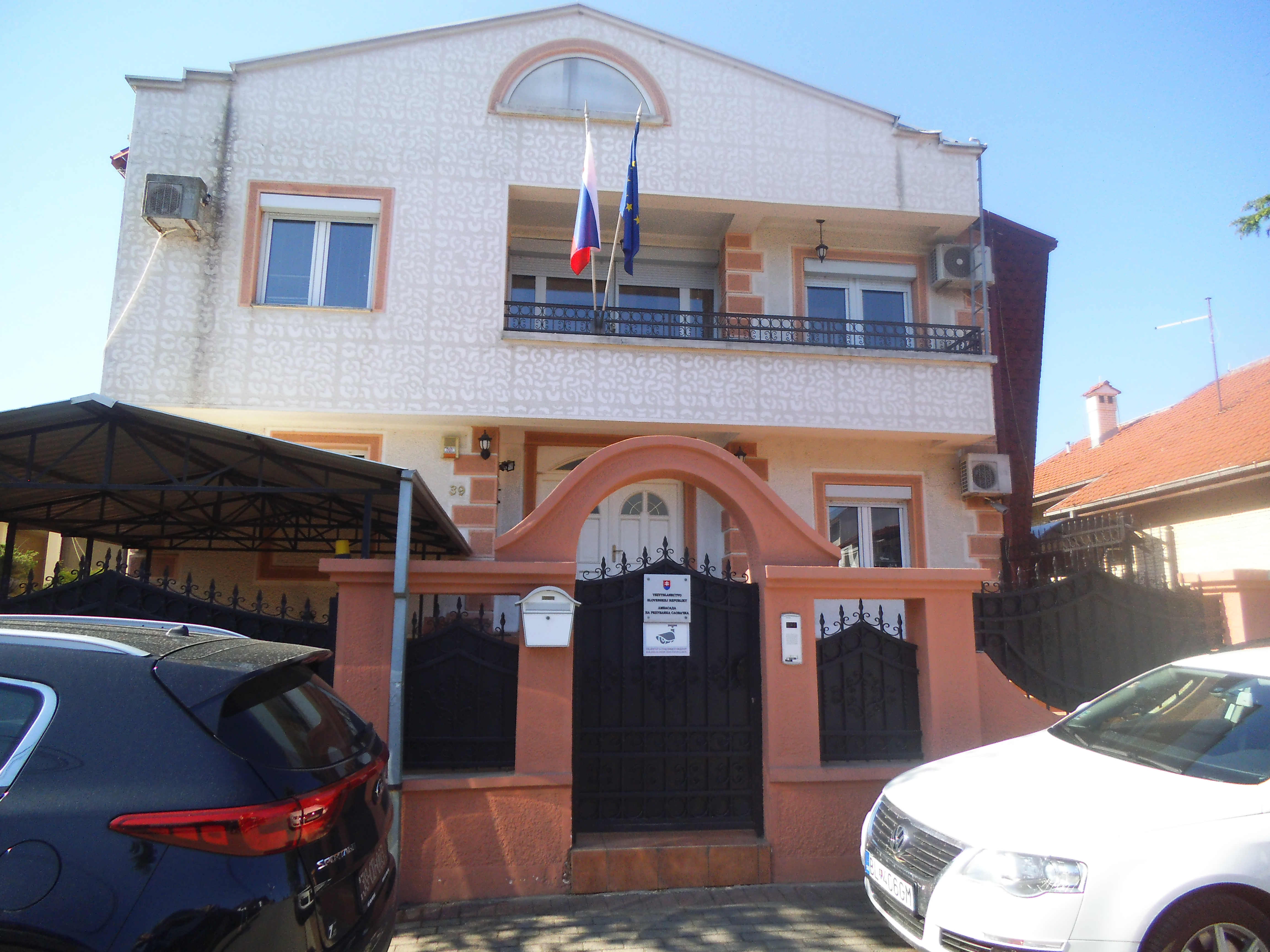
Ambassade à Skopje.
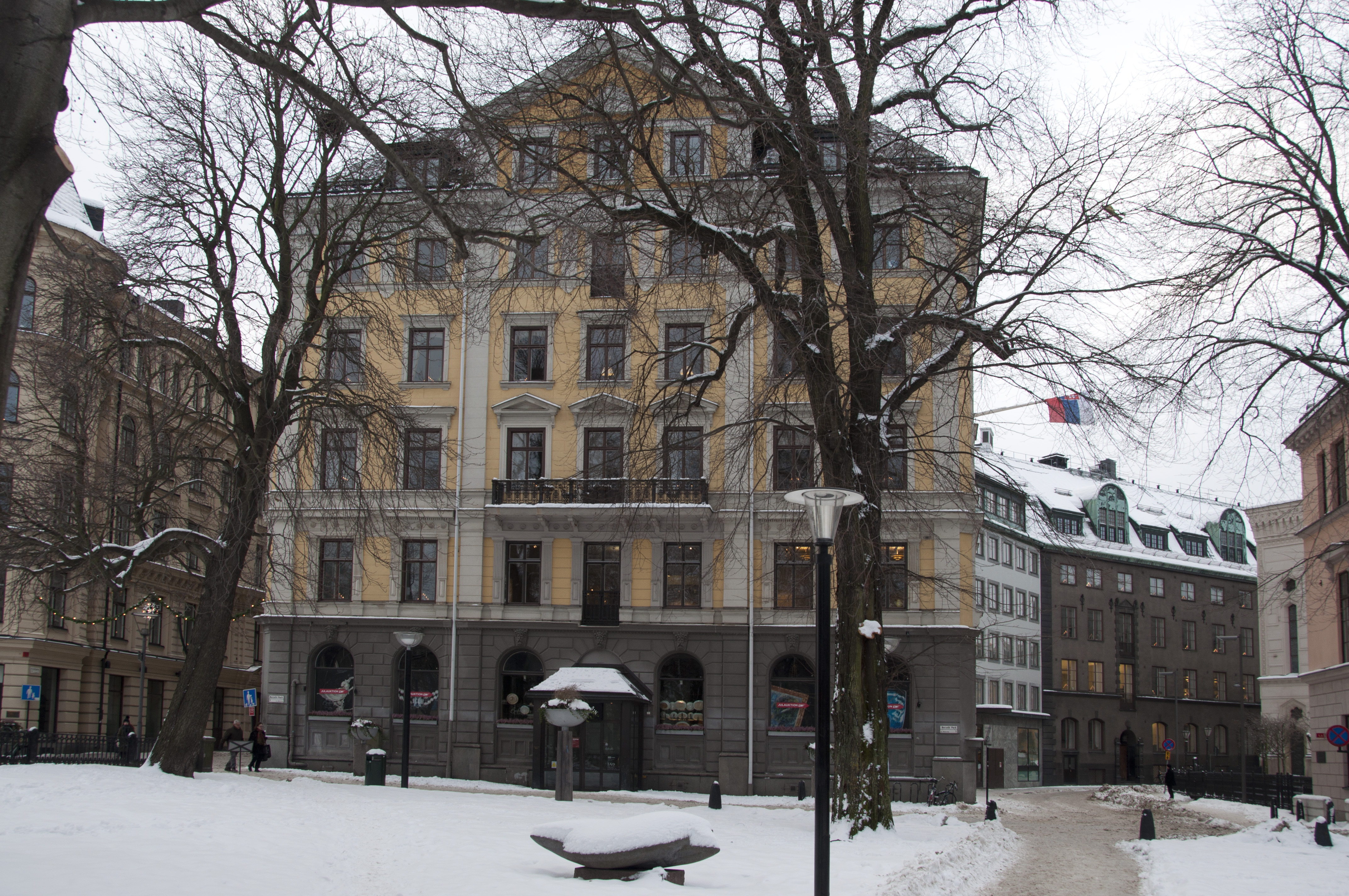
Ambassade à Stockholm.
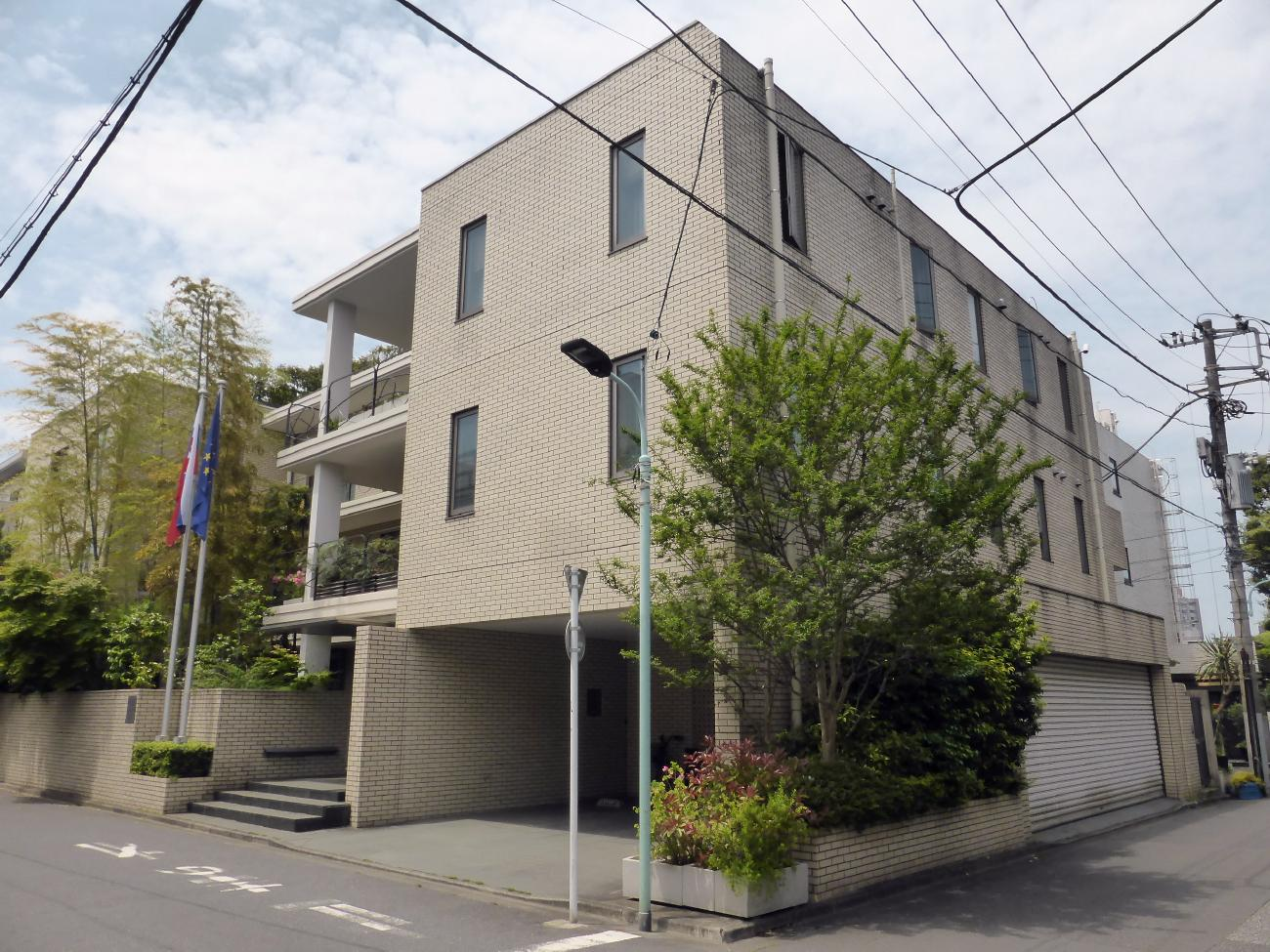
Ambassade à Tokyo.
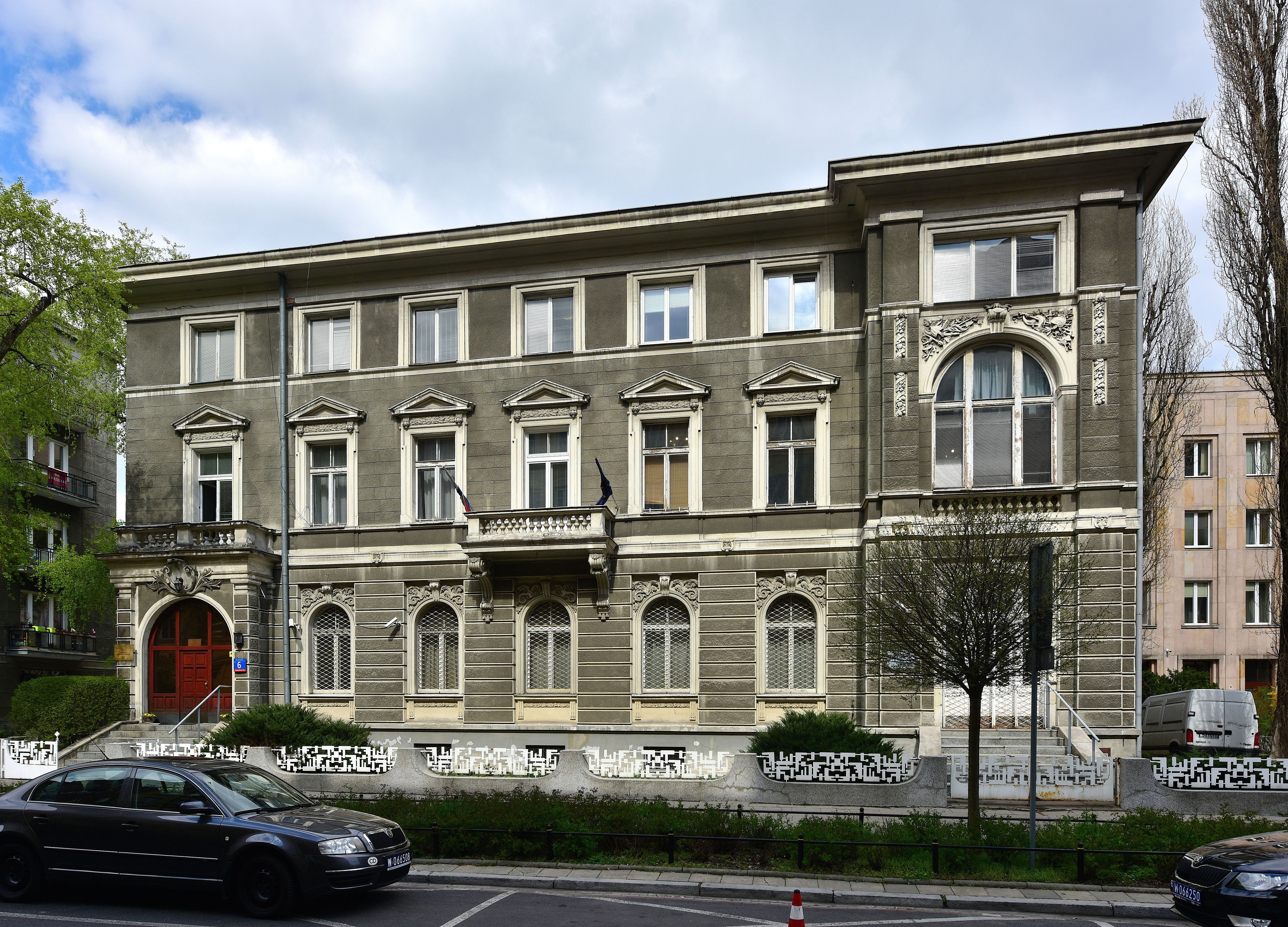
Ambassade à Varsovie.
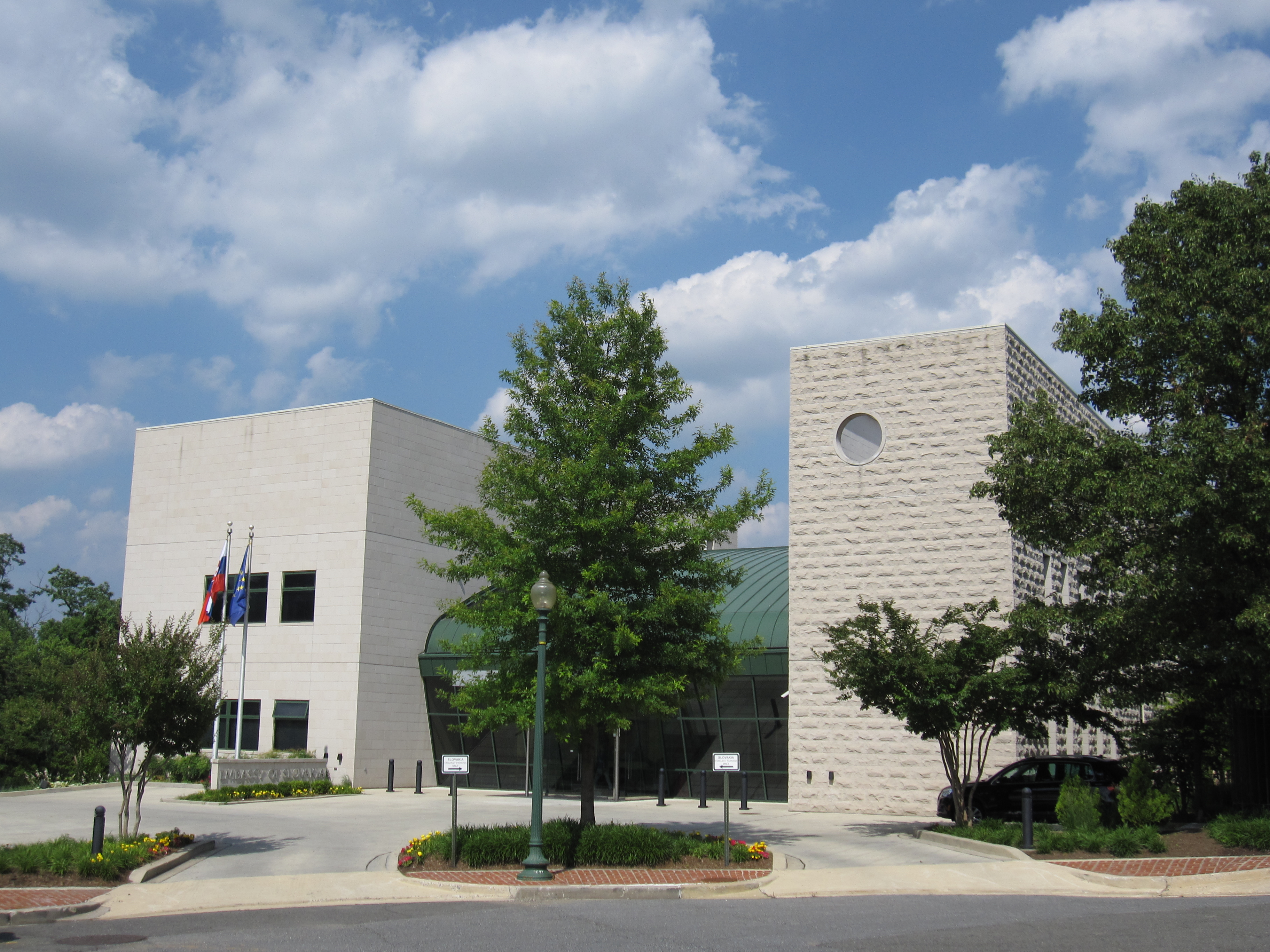
Ambassade à Washington.
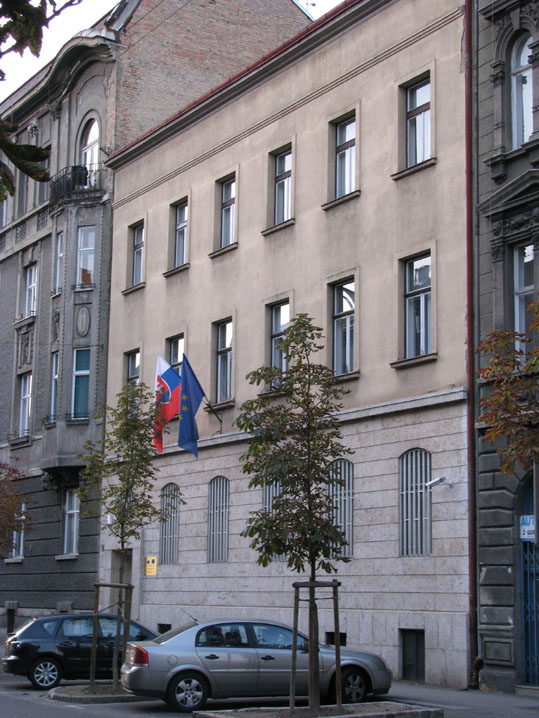
Ambassade à Zagreb.

## Représentations fermées

### Afrique
| Pays hôte | Ville hôte | Représentation | Année de fermeture | Références        |
| --------- | ---------- | -------------- | ------------------ | ----------------- |
| Algérie   | Alger      | Ambassade      | 2004               | [réf. nécessaire] |
| Libye     | Tripoli    | Ambassade      | 2011               | [réf. nécessaire] |
| Zimbabwe  | Harare     | Ambassade      | 2004               | [réf. nécessaire] |

### Amérique
| Pays hôte  | Ville hôte  | Représentation   | Année de fermeture | Références        |
| ---------- | ----------- | ---------------- | ------------------ | ----------------- |
| Chili      | Santiago    | Ambassade        | 2004               | [réf. nécessaire] |
| États-Unis | Los Angeles | Consulat général | 2013               | [ 9 ]             |
| Pérou      | Lima        | Ambassade        | 2004               | [réf. nécessaire] |

### Asie
| Pays hôte | Ville hôte   | Représentation | Année de fermeture | Références        |
| --------- | ------------ | -------------- | ------------------ | ----------------- |
| Irak      | Bagdad       | Ambassade      | 2014               | [réf. nécessaire] |
| Malaisie  | Kuala Lumpur | Ambassade      | 2012               | [réf. nécessaire] |
| Syrie     | Damas        | Ambassade      | 2013               | [réf. nécessaire] |

### Europe
| Pays hôte | Ville hôte | Représentation        | Année de fermeture | Références |
| --------- | ---------- | --------------------- | ------------------ | ---------- |
| Germany   | Bonn       | Bureau de l'ambassade | 2010               | [ 10 ]     |